# A magyar labdarúgó-bajnokság aranyérmes játékosainak listája: I
Az alábbi lista a magyar labdarúgó-bajnokság bajnokcsapatainak játékosait sorolja fel, I kezdőbetűvel, bajnoki cím száma, egyesületek és idények szerint.

## I
| Játékos          | Bajnoki cím | Csapat(ok)                 | Idény(ek)                         |
| ---------------- | ----------- | -------------------------- | --------------------------------- |
| Ihász Kálmán     | 4           | Vasas SC                   | 1960–61, 1961–62, 1965, 1966      |
| Illés Béla       | 4           | 1 – Kispest-Honvéd 3 – MTK | 1992–93 1996–97, 1998–99, 2002–03 |
| Illés Gyula      | 1           | Debreceni VSC              | 2011–12                           |
| Imri István      | 1           | Csepel                     | 1947–48                           |
| Thierry Issiémou | 1           | Debreceni VSC              | 2006–07                           |
| Ivanics László   | 1           | Kispest-Honvéd             | 1992–93                           |
| Iványi László    | 1           | Ferencváros                | 1906–07                           |
| Izing Martin     | 1           | Videoton                   | 2010–11                           |
| Izsáki László    | 1           | Győri Vasas ETO            | 1963-ősz                          |
| Izsó Ignác       | 1           | Vasas SC                   | 1976–77                           |